# HD202606
HD202606 — хімічно пекулярна зоря спектрального класу A1, що має видиму зоряну величину в смузі V приблизно  6,4.
Вона  розташована на відстані близько 609,6 світлових років від Сонця.

## Фізичні характеристики
Зоря HD202606 обертається 
порівняно повільно 
навколо своєї осі. Проєкція її екваторіальної швидкості на промінь зору становить  Vsin(i)= 49км/сек.